# 顶上小叶
顶上小叶（英文：Superior parietal lobule）位于大脑顶叶，前方有中央后沟将其与中央后回隔开，但在后沟终端处时常与后回有连接。顶上小叶包含布罗德卡分区第5、第7区。顶上小叶在大脑半球的内侧面形成楔前叶。

## 结构
顶上小叶后方是顶枕沟的外侧部分，与枕叶相隔。下方与顶下小叶之间由顶内沟的水平部分隔开。
顶上小叶还与许多主要白质神经通路相连，譬如扣带回中的白质通路和上纵束。

## 功能
顶上小叶与大脑空间定向功能有关，可记住物体在空间的位置。在工作记忆的信息操控和重置中扮演重要角色。
此外，顶上小叶接受大量视觉信息和手部的感觉信息，可形成对物体形状、粗糙程度、大小、材质等的感觉。

## 临床
大脑半球一侧的顶上小叶受损，可导致身体另一侧的触觉或立体觉失认症，或半侧空间忽略症。

## 图像

顶上小叶位于红色标记处
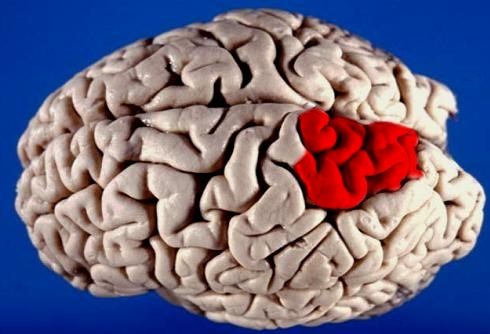
顶上小叶位于红色标记处